# Gátér
Gátér is een plaats (község) en gemeente in het Hongaarse comitaat Bács-Kiskun. Gátér telt 1061 inwoners (2005).